# Cudowna noc w Splicie
Cudowna noc w Splicie (chorw. Ta divna splitska noć) – chorwacki film fabularny z roku 2004 w reżyserii Arsena Antona Ostojicia. Film został wyselekcjonowany jako chorwacki kandydat do nagrody Amerykańskiej Akademii Filmowej dla najlepszego filmu nieanglojęzycznego, ale nie uzyskał nominacji.

## Opis fabuły
Trzy odrębne historie rozgrywają się w czasie nocy sylwestrowej w Splicie. Pierwsza z nich opowiada o spotkaniu dilera narkotykowego z młodą wdową Mariją. W drugiej opowieści młoda narkomanka decyduje się przespać z marynarzem amerykańskim (w tej roli gościnnie amerykański aktor i raper Coolio), w zamian za działkę heroiny. Bohaterami trzeciej opowieści są Luka i Anđela, którzy szukają odpowiedniego miejsca, aby mogli spędzić pierwszą noc razem. Wszystkie trzy opowieści łączy postać dilera narkotykowego Crniego i muzyka Dino Dvornika, którego koncertu słuchają bohaterowie filmu.

## Obsada
- Mladen Vulić jako Nike, diler narkotykowy
- Nives Ivanković jako Marija, młoda wdowa
- Marija Škaričić jako narkomanka Maja
- Coolio jako Franky, marynarz US Navy
- Vicko Bilandžić jako Luka
- Ivana Roščić jako Anđela
- Dino Dvornik jako on sam
- Marinko Prga jako Crni, diler narkotykowy
- Nikola Ivosević jako inspektor
- Ante Simun Majstorović
- Pero Vrca
- Dara Vukić

## Nagrody
- 2004: Festiwal Filmowy w Puli
  - najlepszy film
  - najlepszy montaż
- 2004: Festiwal Filmowy w Sarajewie
  - najlepsza aktorka (Marija Škaričić)
  - specjalna nagroda jury dla reżysera filmu